# TheOdd1sOut
Роберт Джеймс Раллісон, відомий як TheOdd1sOut — американський ютубер, карикатурист, аніматор, письменник, продюсер та актор озвучування. Він відомий створенням сюжетних анімацій на своєму каналі YouTube, а також є співавтором та виконавчим продюсером мультсеріалу Netflix «Oddballs»

## Життєпис
Раллісон народився в Чандлері, штат Аризона, 14 травня 1996 року в родині мормонів. Він має ще троє братів та сестер. Відвідував середню школу Перрі в Гілберті, штат Аризона. У 2018 році Раллісон переїхав до Глендейла, Каліфорнія.

## Кар'єра

### Вебкомікси
Першими опублікованими ілюстрованими роботами Раллісона були вебкомікси під назвою TheOdd1sOut. Він завантажив перший комікс на Tumblr у червні 2012 року, коли йому було 16 років. Після 100 коміксів він зібрав 100 підписників, і йому знадобилося близько року, щоб освоїти свій художній стиль. До вересня 2016 року він написав близько 400 стрічок. Раллісон описав персонажів як «зефірних людей» через їхній білий округлий вигляд. Його комікси, як правило, зосереджувалися на безтурботних темах, таких як буквальне сприйняття відомих каламбурів або висміювання соціальних кліше.

## Книги
- TheOdd1sOut: How to Be Cool and Other Things I Definitely Learned from Growing Up (липень 2018)
- TheOdd1sOut: The First Sequel (березень 2020)
- TheOdd1sOut Doodle Book (березень 2022)
- The Odd 1s Out Journal (жовтень 2022)
- Oddballs: The Graphic Novel (квітень 2023)

## Дискографія
- Life is Fun (2018)
- Good Person (2020)

## Фільмографія
- Oddballs (2022-2023)